# Conrad Wilhelm Adeler
Conrad Wilhelm Adeler til Dragsholm (født 29. juni 1739, død 28. april 1785) var en dansk baron. 
Han var søn af senere stiftamtmand i Christianssand Frederik Adeler og hustru Anna Beate Rosenkrantz. Som ung var han page, i 1764 sekondløjtnant ved Rømelings Geworbne Infanteriregiment, samme år fik han tilladelse til at besøge Sorø Akademi i to år. I 1756 blev han hofjunker, 1759 ritmester ved Holstenske Rytterregiment og samme år kammerjunker. 1768 blev han kammerherre, 1777 hvid ridder og endelig den 24. marts 1785 blev han ophøjet i friherrelig stand. Dragsholm blev ved samme anledning omdøbt til Adelersborg.
Han var gift to gange, først med Ulrica Helene Cicignon (d. 1781), anden gang med Christiane Dorothea Mohrsen (1750–1789). Conrad Wilhelm Adeler døde i sin rejsevogn på vej til Lundbæk den 28. april 1785.

## Ekstene kilder og henvisninger
1. 1 2  Thiset, Hiort-Lorenzen, Bobé, Teisen, red. (1906). Dansk Adels Aarbog. s. 7-8.{{cite book}}:  CS1-vedligeholdelse: Flere navne: editors list (link)